# Maria Lindsey
Pour les articles homonymes, voir Lindsey.
Maria Lindsey pratiquait la piraterie au large de Terre-Neuve au cours du XVIIIe siècle, avec son époux Eric Cobham. Elle est née  à Plymouth (Royaume-Uni).